# Schützenhalle Siedlinghausen

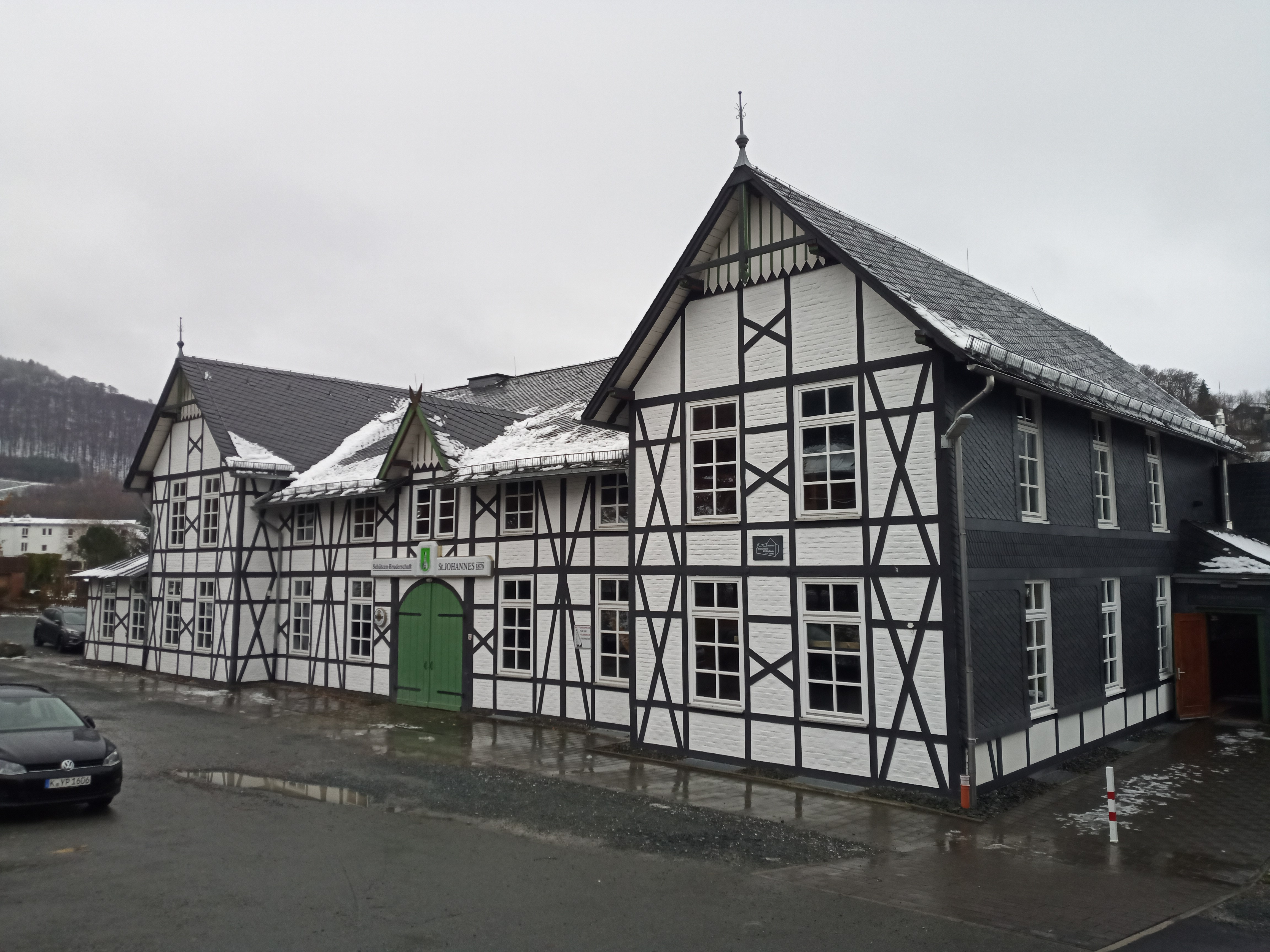
Schützenhalle Siedlinghausen

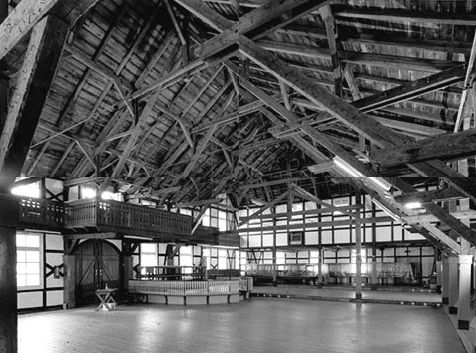
Innenausbau

Die St.-Johannes-Schützenhalle wurde 1905 in Siedlinghausen, einem Stadtteil von Winterberg, erbaut und steht seit dem Jahr 1996 unter Denkmalschutz.

## Geschichte
Die 1876 entstandene Schützengesellschaft wollte jährlich ein Fest für die Bürger des Ortes veranstalten, das anfangs in Zelten stattfand. Um 1900 entschloss sie sich schließlich zum Bau einer Halle.
Mit der Planung wurde der in Assinghausen ansässige Baumeister Stute beauftragt. Die Ausführung wurde größtenteils in Eigenleistung und in Zusammenarbeit mit einer ebenfalls in Assinghausen arbeitenden Zimmerei erbracht. Die ca. 18.000 Mark Baukosten wurden durch den Verkauf von Aktien aufgebracht, die für jedermann zu erwerben waren.
Da das Gelände leicht abschüssig ist, wurde das Fundament der Schützenhalle im südlichen Bereich auf Stelzen gestellt, während der nördlich liegende Teil auf in die Erde eingelassenen Fundamentpfeilern ruht. Der rechteckig angelegte Hauptraum wurde vor und während des Zweiten Weltkrieges durch eine Bretterwand geteilt. Im Süden befand sich die Theke und durch eine Mauer abgetrennt die Klosetts. Nach Beendigung des Krieges öffnete man den Raum und nahm ab etwa Anfang der 1960er Jahre verschiedene Änderungen vor. So wurde das gesamte Fundament unterkellert, man verlegte die Toiletten dorthin, baute ein Treppenhaus, eine geräumige Küche, sowie verschiedene Aufenthaltsräume und einen Schießstand. Der obere Bereich wurde im östlichen Teil, um einen Anbau erweitert. Des Weiteren erneuerte man dort die Fenster und baute eine Warmluftheizung ein. Der Dielenboden ist noch original erhalten.

## Architektur
Außenbau
Die gesamte Schützenhalle besteht aus Fachwerk, dessen Gefache mit Ziegeln ausgemauert wurden. Die Hauptansichtsseite ist die zur Hauptstraße gerichtete Nordfassade. Von außen erscheint der Bau zweigeschossig. Hierzu tragen vor allem die beiden das Gebäude umlaufenden Fensterbänder bei. Die Holzkonstruktion des Fachwerks ist noch heute außen sichtbar und gliedert die Fassade. Die mit einem Satteldach überdachte Halle besteht aus einem längs gerichteten Mittelteil, an den seitlich zwei Risalite anschließen. Die Risalite sowie die Mittelachse des Baus werden besonders betont, da sich darüber jeweils Giebel befinden; hierbei übertreffen die beiden äußeren den mittleren Giebel in der Höhe. Die mittlere Achse wird des Weiteren durch die mittig angeordnete, zweiflüglige Tür hervorgehoben.
Innenbau
Die Fachwerkkonstruktion ist auch von innen sichtbar. Die Raumwirkung wird insbesondere durch die freiliegenden Dachbalken geprägt. Anders als von außen suggeriert, nimmt der Saal den gesamten Innenraum ein. Die Halle bleibt hierbei auch weitgehend ungegliedert und nur ein kleiner Raumteil wird durch Pfeiler abgeteilt. Auf Höhe des oberen Fensterbandes ist über der Tür ein Balkon angebracht. Die Große Theke befindet sich im südlichen und die Kleine Theke im östlichen Teil.

## Funktion
Die Hauptfunktion der Schützenhalle besteht in erster Linie darin, der Schützenbruderschaft und dem jährlichen Schützenfest eine Unterkunft zu bieten. Des Weiteren können sowohl öffentliche wie auch private Feste veranstaltet werden.
Im Kellergeschoss ist der örtliche Schießsportverein ansässig. Ihm stehen zwei Schießstände zur Verfügung: einer für Kurzwaffen und kleinkaliberige Gewehre und einer für Luftdruckwaffen. Außerdem befindet sich hier auch der Übungsraum der Negertalmusikanten.